# Добър медицински брат
„Добър медицински брат“ (на английски: The Good Nurse) е американска медицинска криминална драма, базирана на истински събития, от 2022 година на режисьора Тобиас Линдхолм.

## Сюжет
Внимание:  Текстът по-долу разкрива сюжета на произведението (или части от него)!
През 2003 г. медицинската сестра Ейми Лоурън работи в болница „Паркфийлд“. Тя е самотна майка с две дъщери и за да печели повече е принудена да поема извънреден труд и допълнителни нощни смени в болницата. Ейми работи буквално ден и нощ и е много уморена. Ситуацията се утежнява от факта, че Ейми страда от кардиомиопатия и всеки момент може да умре от инфаркт. Тъй като Ейми не е работила достатъчно дълго в болницата, тя няма здравни осигуровки и трябва да плаща за своя сметка много скъпи прегледи и лечения. Всичко се променя към по-добро, когато медицинския брат Чарлз Кълън идва в болницата. Той е много мил и симпатичен човек. След като научава за болестта на Ейми, Чарлз ѝ помага не само в болницата, но и у дома. Дъщерите на Ейми са възхитени от Кълън и той става техен близък приятел.
Но изведнъж в болницата започват трагични събития. Ана Мартинез, възрастна пациентка, за която се грижат Ейми и Чарлз, умира внезапно и административният съвет на болницата се обръща към градската полиция да разследва случая. Двамата полицаи Болдуин и Браун се опитват да получат доклад от вътрешното разследване, но кризисният мениджър Линда Гаран го протаква осем седмици, измисляйки някакви извинения, а след това изпраща на полицията две жалки страници с текст, от които нищо не може да се разбере за инцидента. Полицията разпитва Ейми, а тя прави всичко възможно да предпази Чарлз от най-малкото подозрение, но им съобщава, че Ана Мартинез, която не е страдала от диабет, е била инжектирана с инсулин чрез капкова инжекция и това може да провокира смърт. Болдуин и Браун се опитват да се свържат с болниците, в които е работил Чарли, но служителите не могат да получат ясна информация от нито една от болниците. Заинтересованият Болдуин се опитва да получи информация за Кълън от Гаран и оказва психологически натиск върху нея, но мениджърът не отговаря на въпроси на полицията. Освен това Гаран се оплаква от Болдуин на ръководството и сега на офицера като цяло е забранено да посещава болницата.
В това време трагедията връхлита отново болницата. Кели Андерсън – друга пациентка, сравнително млада жена – умира необяснимо. Ейми открива, че също е била инжектирана с инсулин предната вечер. Тя става подозрителна към Чарлз и се среща със своята отдавнашна приятелка и медицинска сестра Лори, която е работила с Кълън в друга болница. Лори казва на Ейми, че по време на престоя на Кълън в болницата е имало множество внезапни смъртни случаи на пациенти и аутопсията е открила инсулин в телата на някои от мъртвите хора. Шокирана от тази история, Ейми нахлува в склад, където се съхраняват медицински консумативи, и открива, че някои от интравенозните торби не са херметични. Някой е използвал спринцовка, за да пробие и изсипе чуждо вещество в торбичките, вероятно инсулин. Осъзнавайки, че само Кълън може да направи това, Ейми незабавно докладва всичко на полицията. Болдуин и Браун убеждават съпруга на Кели Андерсън да ексхумира тялото ѝ за допълнителни изследвания. В резултат на това е установено, че Андерсън е бил инжектиран с инсулин и дигоксин, което е причинило смъртта. Същевременно под пресилен претекст Кълън е уволнен от болницата, но той е доста спокоен и информира Ейми, че скоро ще си намери нова работа. Ейми е ужасена, когато разбира, че веднага щом Чарлз влезе в новата болница, той отново ще започне да убива пациенти. Полицията организира среща между Ейми и Чарлз и тя го моли да признае какво е направил, но Чарлз се преструва, че не разбира за какво говорят. Тогава полицията арестува Кълън, но правосъдието не разполага с достатъчно доказателства, за да бъде осъден Чарлз. Тогава Ейми се среща с Кълън за втори път и успява да убеди Чарлз да каже ужасната истина. Кълън признава престъплението, но не може да обясни логиката на действията си.
Крайните надписи казват на зрителите, че Чарлз Кълън е осъден на 18 доживотни присъди за убийството на 29 пациенти, но реалният брой на загиналите може да достигне 400. Ейми претърпява сърдечната операция, от която се нуждае, и сега живее във Флорида с дъщерите и внуците си. Нито една от болниците, където Кълън е работил и е извършил престъпленията си, не е преследвана за прикриване на действията му.

## Актьорски състав
| Актьор          | Роля                                                                                                   |
| --------------- | --- |
| Еди Редмейн     | Чарлз Кълън – медицински брат в болница „Паркфийлд“                                                    |
| Джесика Частейн | Ейми Лоурън – медицинска сестра, сестра, която страда от кардиомиопатия, и колежка на Кълън            |
| Ннамди Асомуга  | Дани Болдуин – полицейски офицер, разследващ смъртта на пациенти в болница „Паркфийлд“                 |
| Ноа Емерих      | Тим Браун – полицейски офицер, разследващ смъртта на пациенти в болница „Паркфийлд“, колега на Болдуин |
| Ким Дикенс      | Линда Гаран – кризисен мениджър на болницата „Паркфийлд“                                               |
| Малик Йоба      | Сам Джонсън – началник на полицията, шеф на Болдуин и Браун                                            |
| Мария Дизиа     | Лори – медицинска сестра, приятелка и бивша колежка на Ейми                                            |

## Снимачен процес
- Снимките се провеждат през 2021 г. в Стамфорд, щата Кънектикът.